# Barga
Pour les articles homonymes, voir Barga (homonymie).
Barga est une commune de la province de Lucques en Toscane (Italie). C'est la plus grande ville de la vallée du Serchio. Barga est le plus beau village d'Italie; il est classifié drapeau orange par le Touring club et slow city (ville où il fait bon vivre).

## Géographie

### Localisation
Barga est située est 410 mètres d'altitude, sur la colline Remeggio du massif des Apennins, dans une zone vallonnée située entre la plaine de la ville de Lucques et les montagnes de la vallée de la Garfagnana. En contrebas se situe le fleuve Serchio.

### Hameaux
Les lieux-dits (frazioni) de Barga sont : Albiano (Albiane), Fornaci di Barga, Castelvecchio Pascoli, Sommocolonia, Tiglio, Renaio, San Pietro in Campo, Mologno, Loppia, Ponte all'Ania et Pedona.

## Toponymie
Le nom Barga viendrait du nom d'un Lucumon (roi étrusque) nommé Lucio Barccolio de la ville de Luni. Le nom pourrait également provenir de la ville de Bargena dont les habitants sont venus en Italie avec Hannibal.

## Histoire
Les découvertes archéologiques montrent que le territoire a été habité depuis la préhistoire. À l'époque préhistorique, il y avait une petite colonie des Ligures, qui ont ensuite été envahis par les Romains au IIe siècle av. J.-C. lors de leur expansion vers le nord. Les Lombards et leurs descendants occupent Barga et sa région au cours des VIe siècle, VIIe siècle et VIIIe siècle.
Au XIe siècle, Barga obtient de Mathilde de Toscane des privilèges particuliers, notamment sur les taxes tout en restant sous l'autorité de Lucques. Pendant la période des communes libres, le territoire a subi des sièges continus de Lucques et de Pise, jusqu'à ce qu'en 1341 Barga ait préféré se soumettre à la république de Florence. Dans l'organisation administrative du Grand-Duché de Toscane, Barga faisait partie du district florentin. Au début du XIXe siècle, Barga est rattaché au duché de toscane dirigé par Élisa Bonaparte. Puis Barga revient dans le giron des Bourbons-Parme dirigé alors par Marie-Louise de Bourbon-Parme. En 1849, à la suite de l'annexion du duché de Lucques à la Toscane, Barga fait partie de la circonscription de Lucques nouvellement créée.
Connue pour sa production de soie, qu'elle exporte dans d'importants centres comme Florence, la ville conserve son autonomie jusqu'en 1859 avant d'être intégrée au royaume d'Italie en 1861. Après cette unification de l'Italie, Barga subit une baisse de sa situation économique, ce qui entraîne une émigration vers des pays tels que la France, l'Allemagne, la Russie, les États-Unis, le Royaume-Uni et notamment l'Écosse. Depuis 1923, Barga fait partie de la province de Lucques.
La région de Barga faisait partie de la ligne gothique pendant la Seconde Guerre mondiale et fut le théâtre de combats acharnés entre les Alliés et les Allemands d'octobre 1944 à avril 1945, notamment lors de la bataille de la Garfagnana fin décembre 1944.

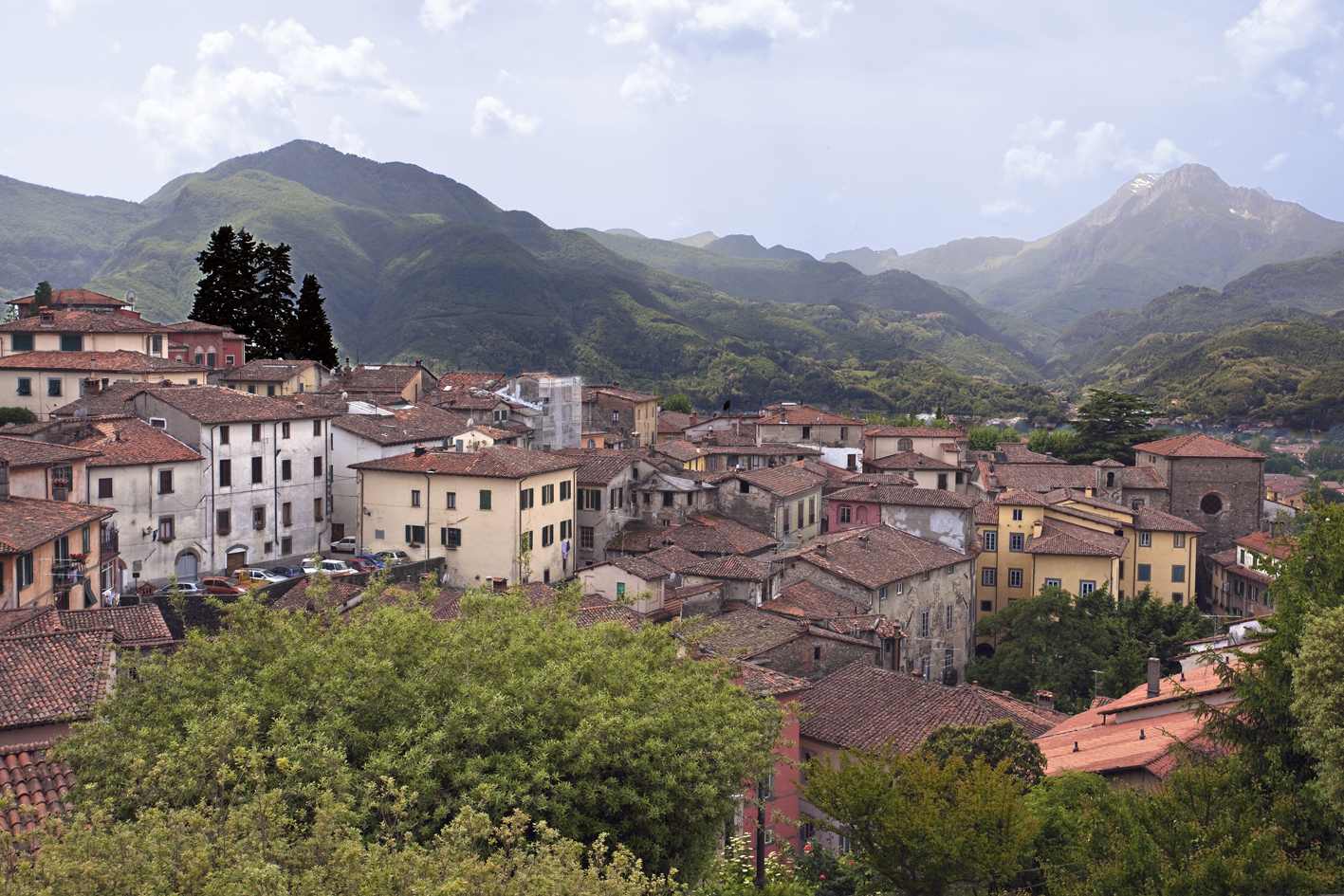
Barga.
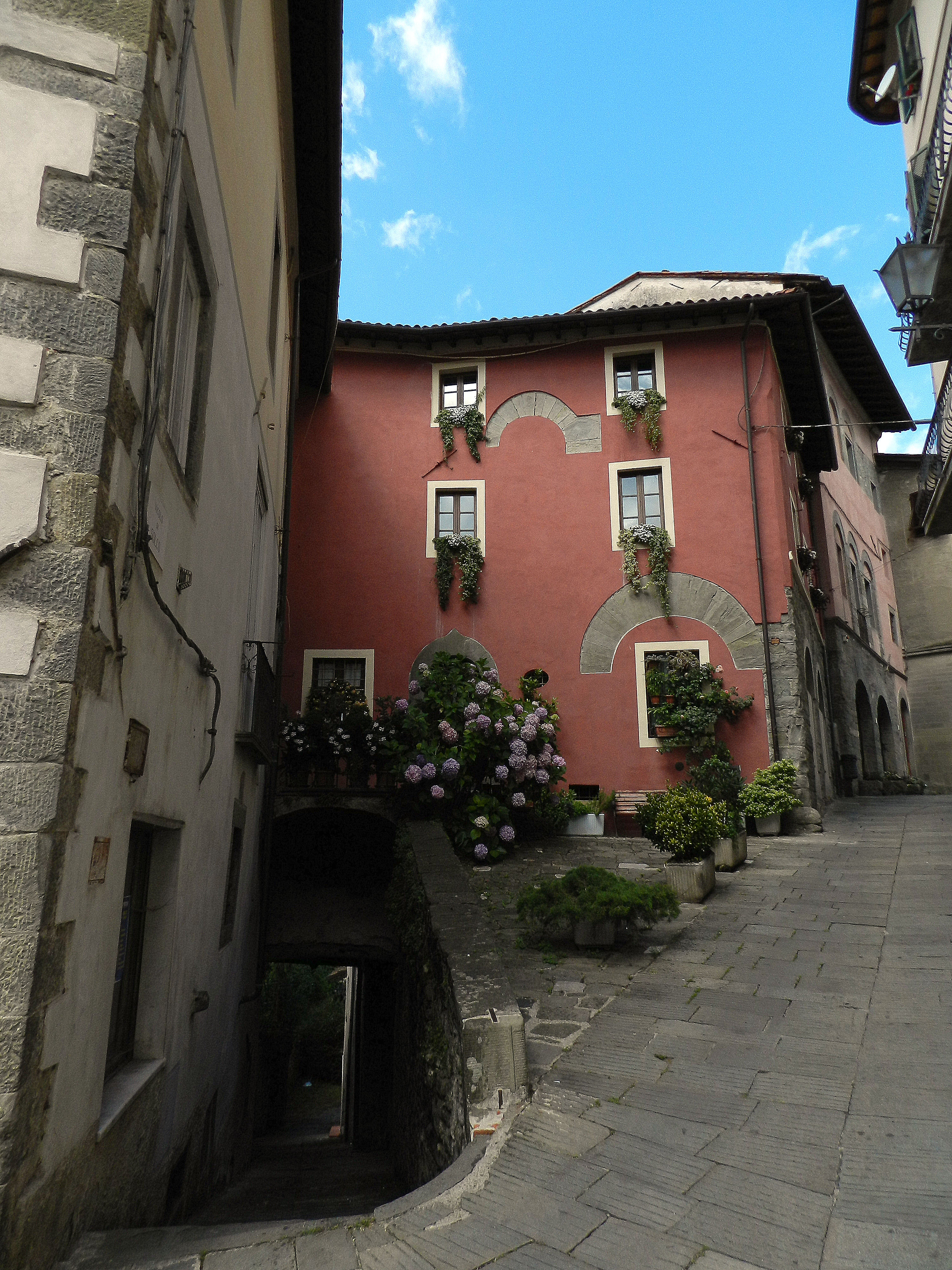
Rue de la vieille ville.

## Démographie
Habitants recensés

## Administration

### Liste des maires de la commune
| Période                                  | Période  | Identité     | Étiquette             | Qualité |
| ---------------------------------------- | -------- | ------------ | --------------------- | ------- |
| 8 juin 2009                              | En cours | Marco Bonini | Insieme per il futuro |         |
| Les données manquantes sont à compléter. |          |              |                       |         |

### Jumelages
- Hayange (France)
- Glasgow (Écosse)
- East Lothian (Écosse)
- Gällivare (Suède)

## Économie
La châtaigne est un des produits locaux typiques.

## Culture et patrimoine

### Monuments religieux

#### L 'église collégiale Saint Christophe
La collégiale Saint Christophe (en italien : Duomo di San Cristoforo) est l'édifice religieux le plus important de Barga. Il appartient actuellement au diocèse de Pise. Elle a été construite à différentes époques pendant 500 ans. La construction primitive date d'avant l'an 1000, des documents de 985 citent une église dédiée à saint Christophe à Barga. Dans les extensions ultérieures, des éléments architecturaux et décoratifs sont mis en valeur, allant du roman au gothique. La construction de l'église s'achève avec les deux chapelles latérales et le chœur. Pendant les XVIe siècle et XVIIe siècle l'église augmente son nombre d'autels, en atteignant 14 au XVIIIe siècle. La dernière restauration d'ampleur eut lieu après le tremblement de terre de 1920.
L'église est orientée est-ouest et sa façade romane à l'ouest contient la porte principale. La porte principale est encadrée de deux colonnes avec des lions à leur sommet. Un campanile se trouve sur le côté gauche de la porte principale. Sur le côté droit de la porte principale, on trouve une inscription dont la signification reste inconnue. Les cloches sonnent les heures, elles ont inspiré à Giovanni Pascoli le poème Les Heures de Barga. Devant la cathédrale s'étend un large parvis qui offre une vue panoramique sur les environs.
À l'intérieur se trouve une chaire en marbre du XIIIe siècle du sculpteur Guido Bigarelli. Elle est soutenue par quatre colonnes en marbre rouge ; deux d'entre elles posées sur des lions couchés et une sur un vieillard assis. La cuve porte trois pupitres. Sur la cuve se trouvent des sculptures ainsi que les frises à motifs floraux et géométriques. Sur le côté sud de la chaire, une représentation de saint Jean-Baptiste. À l'ouest, de droite à gauche se trouvent l'Annonciation, la Nativité puis le Bain de l'Enfant. Sur le côté nord, se trouve la scène de l'Adoration des mages accompagnée des personnages dont l'identité fait débat. On y trouve également une représentation du tétramorphe (l'aigle formant l'un des trois pupitres).
L'église contient une peinture du XVIIIe siècle de saint Christophe par Stefano Tofanelli. On trouve également dans l'église deux bénitiers contemporains de la construction originelle, une statue en bois peinte de trois mètres de haut du XIIIe siècle représentant saint Christophe, deux terres cuites émaillées de l'atelier Della Robbia un tabernacle pour l'une et un tondo pour l'autre, et un crucifix en bois peint.

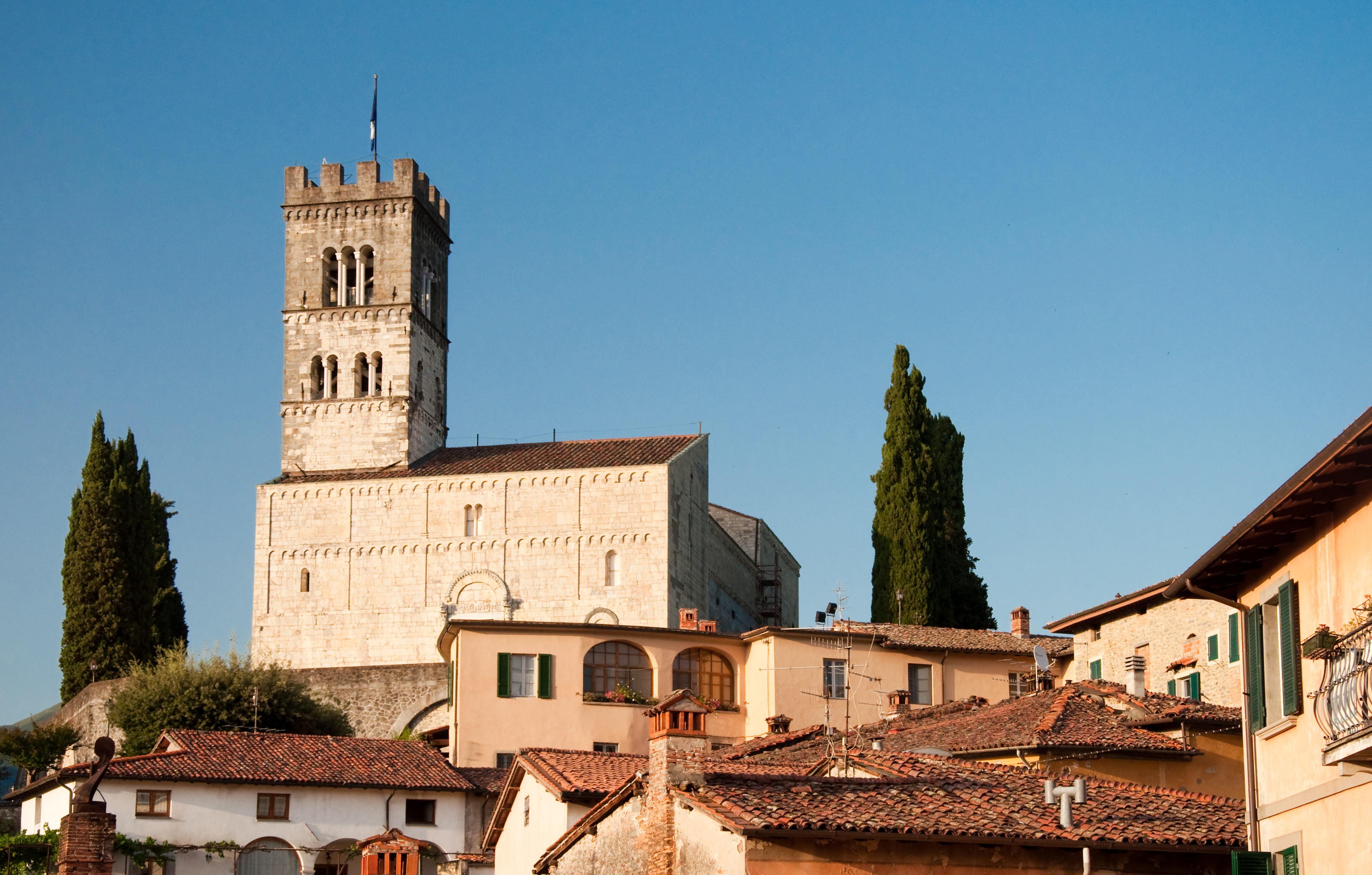
Duomo vu de la ville.
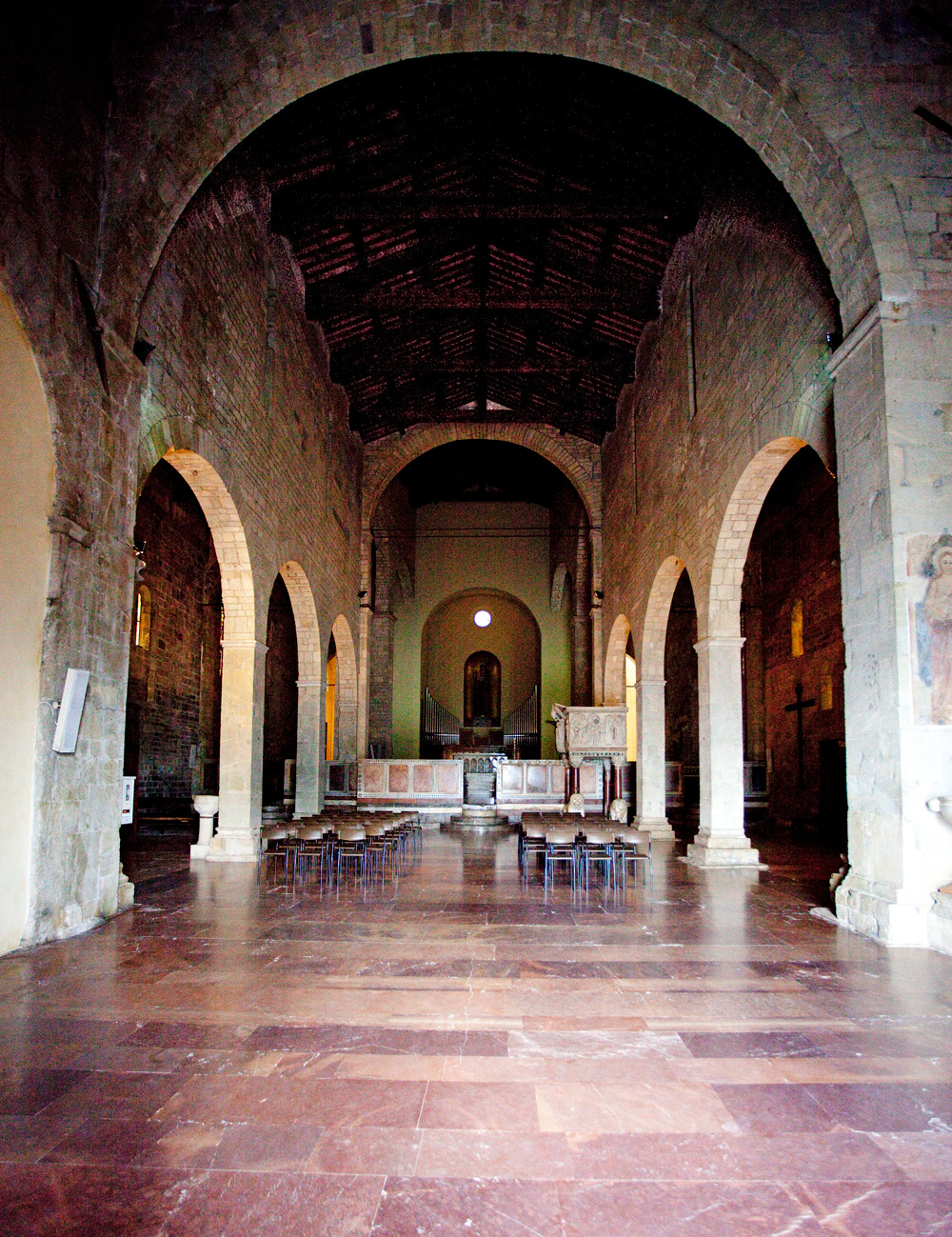
Nef.
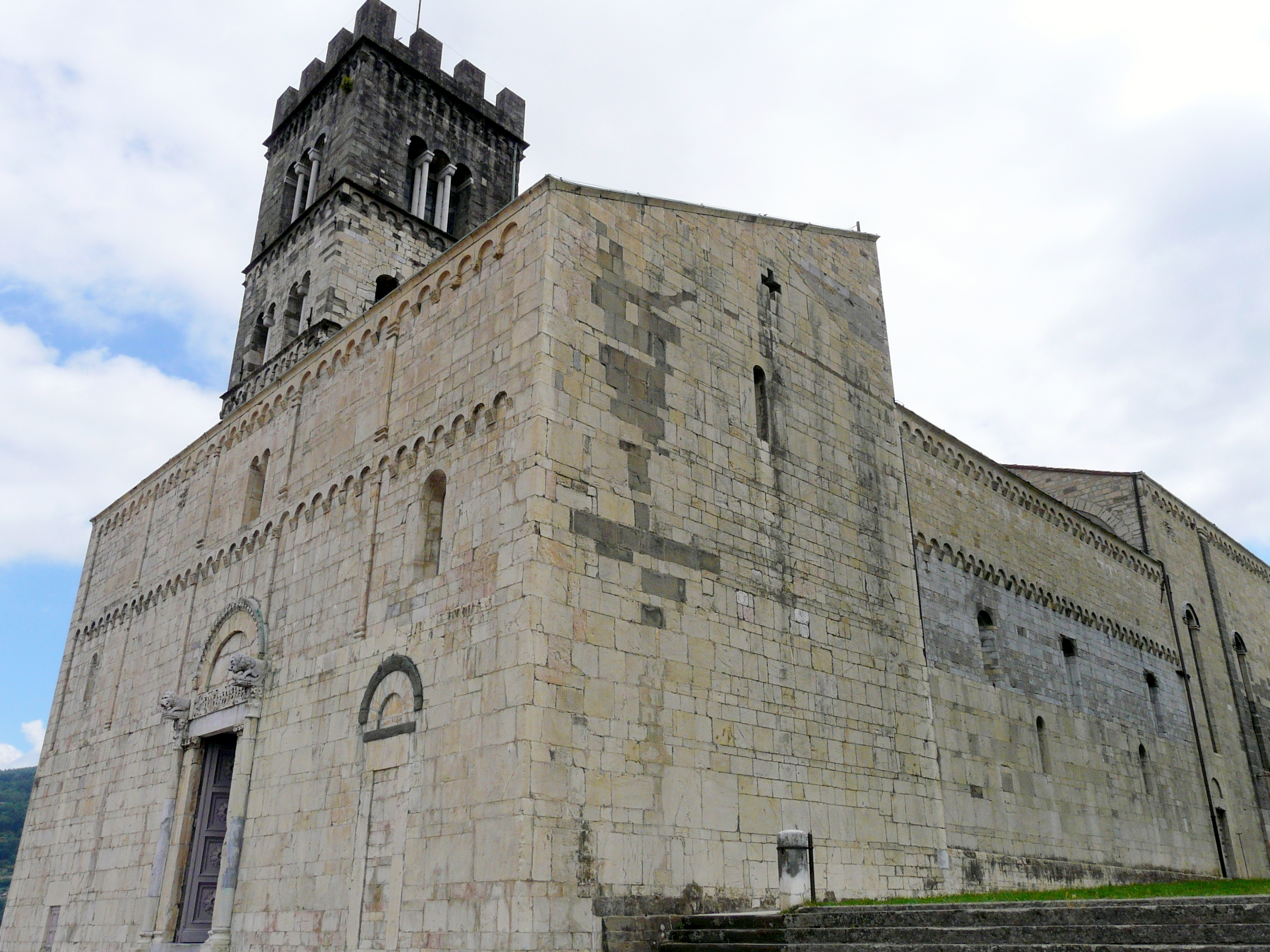
La cathédrale San Cristoforo.
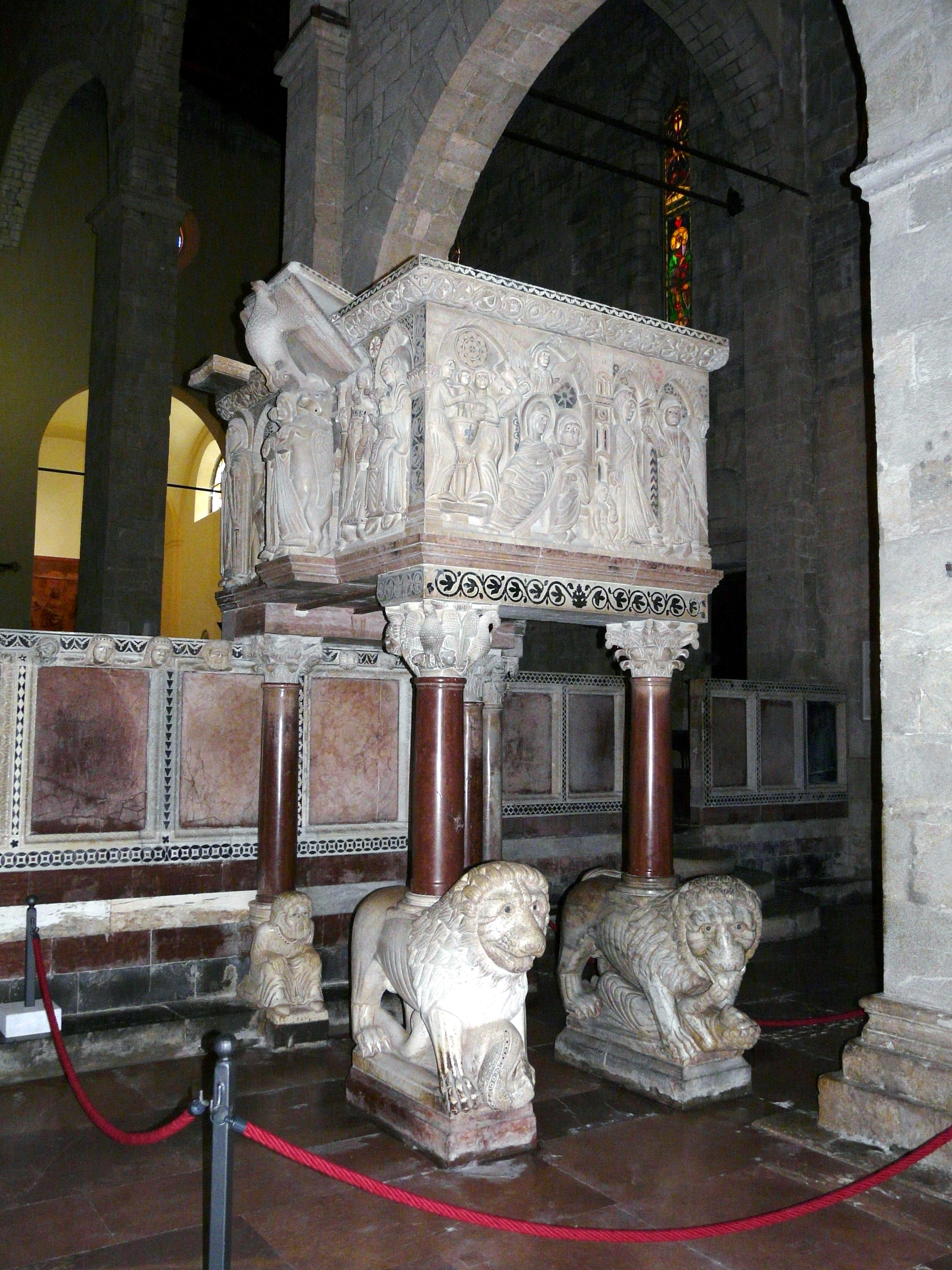
La chaire.
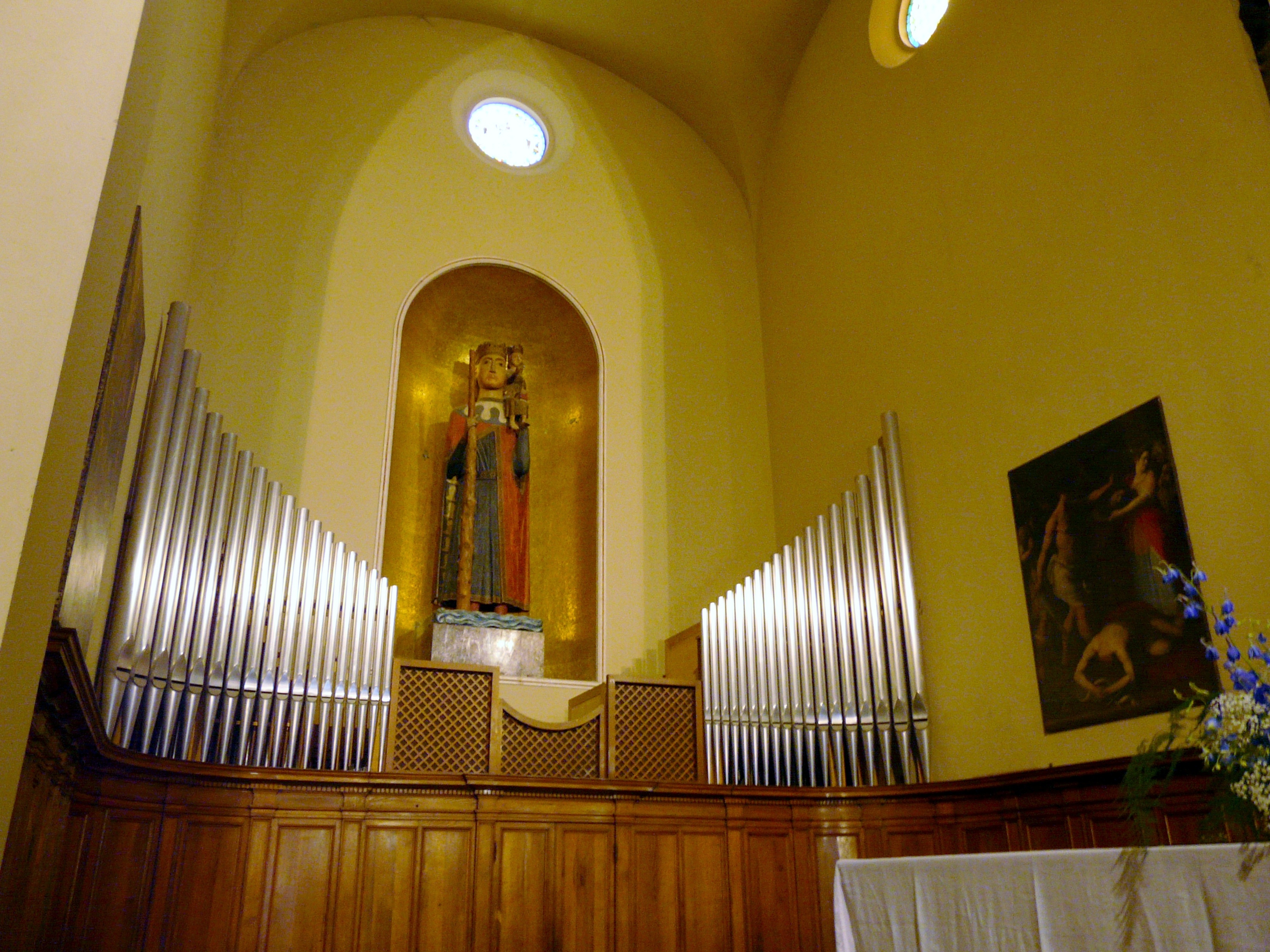
La statue en bois et l'orgue.
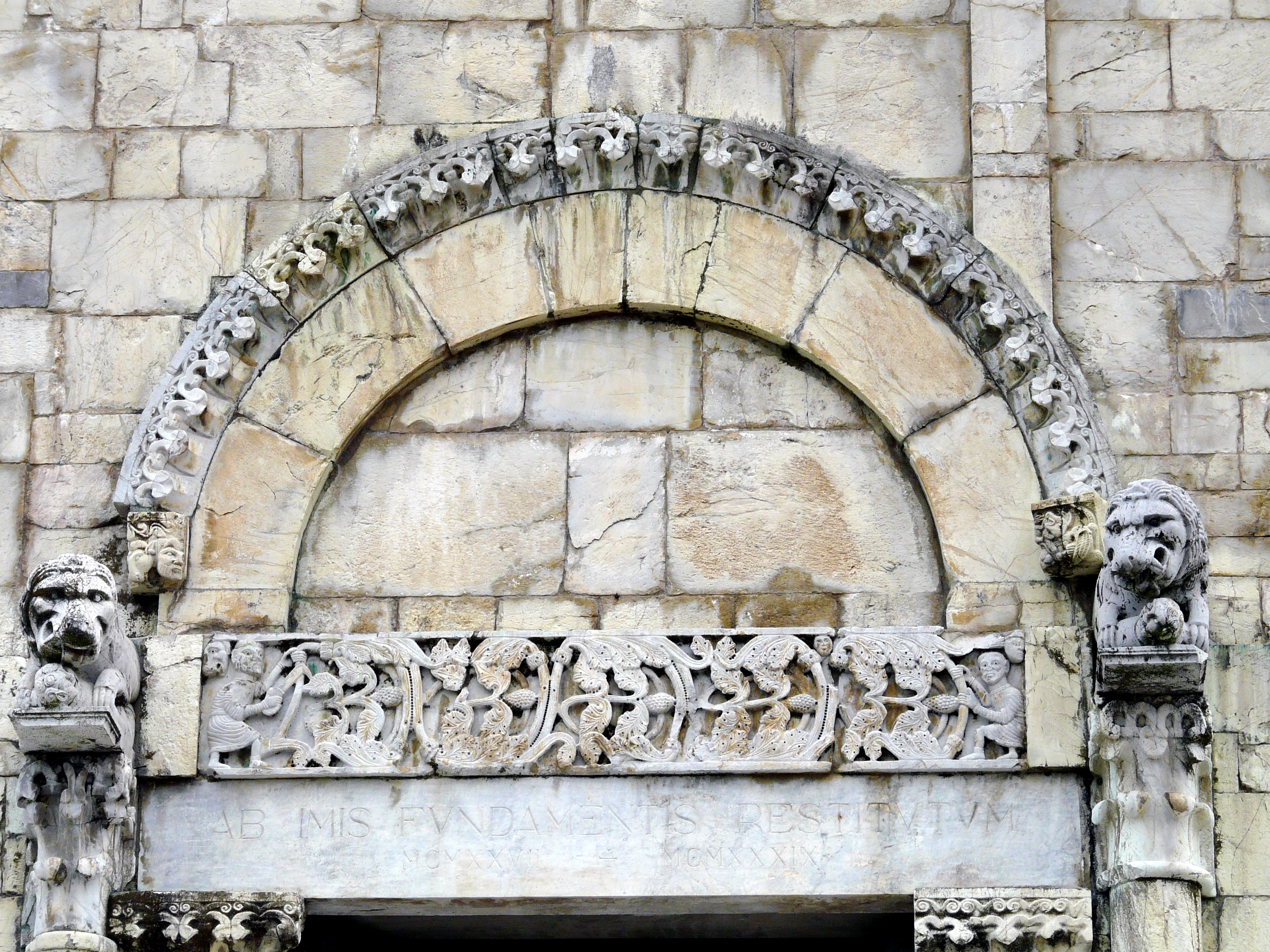
Décoration au dessus du portail.
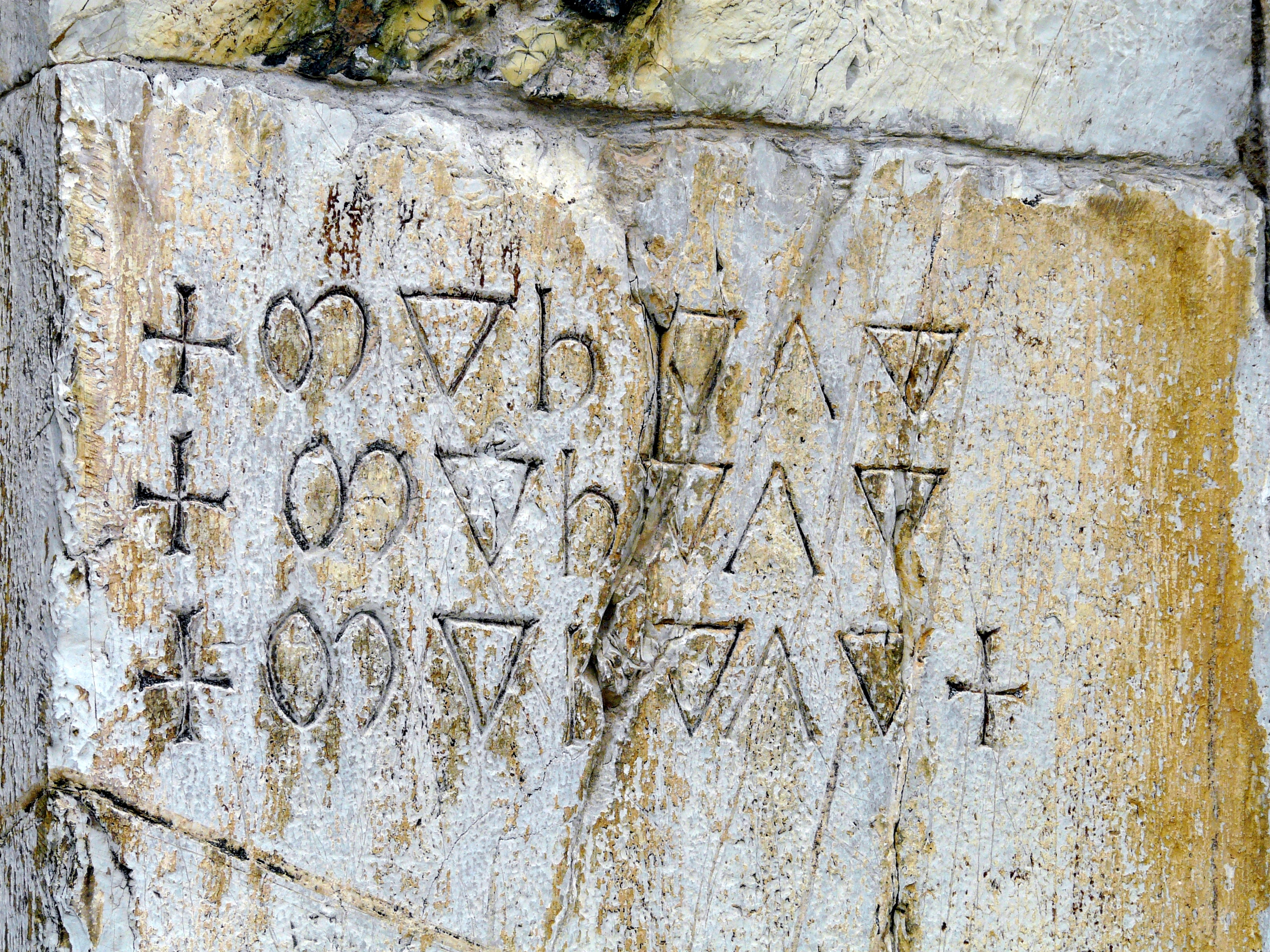
Inscription à côté du portail principal.

#### Autres monuments religieux
- L'église Santissimo Crocifisso datant du XVe siècle est la plus vieille église de Barga après le duomo.
- Conservatorio di Santa Elisabetta, ancien couvent des Clarisses fondé en 1456, aujourd'hui collège d'enseignement. Elle contient un autel de l'atelier Della Robbia et un crucifix en bois du XIIIe siècle[5].
- L'église San Francesco en dehors du centre historique construite au milieu du XVe siècle par le moine Beato Michele. Elle contient plusieurs terres cuites de l'atelier Della Robbia et un cloître bien préservé.
- L'église Loppia, construite en 845, obtient un font baptismal en 1256 par le pape Alexandre IV. La paroisse est transférée de Loppia au duomo de Barga en 1390 par l'évêque de Lucques[7].

### Monuments civils

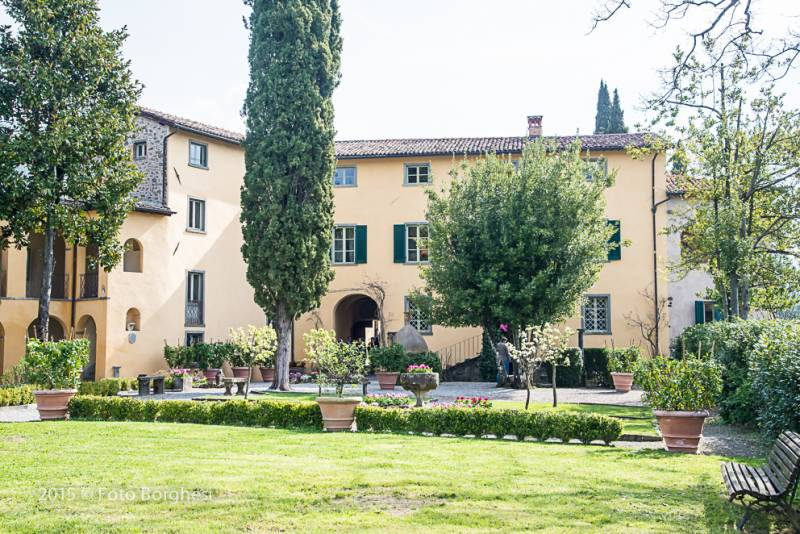
Villa Pascoli

- Le Teatro dei Differenti, construit en 1689 et reconstruit en 1795. IL est l'un des mieux préservé de Toscane.
- Le palais Pretorio, ancien hôtel de ville et aujourd'hui musée municipal. Il a été la résidence des administrateurs florentins de 1351 à 1849[5]. On y visite aujourd'hui les anciennes prisons.
- Le palais Pancrazi, siège de l'hôtel de ville, est un exemple de l'architecture florentine du XVIe siècle.
- Le palais Angeli, dédié à Pietro degli Angeli.
- Le palais Mordini, lieu de naissance d'Antonio Mordini, lieutenant de Garibaldi et homme politique.
- Quelques vestiges des anciennes fortifications comme les portes Manciana, di Borgo et Macchiaia.
- La villa Pascoli, ancienne résidence du poète Giovanni Pascoli décédé à Barga, maintenant musée dédié à son nom.
- Les deux portes de Barga : porte royale (porta reale ou porta mancianella) principale entrée du centre historique et point de départ des principales rues de la ville ; et la porta macchiaia qui ouvre sur les forêts des Apennins.

### Fêtes
Tous les ans, le festival BargaJazz (lancé par Giancarlo et Franco Rizzardi) rassemble des jazzmen du monde entier pour une semaine de concerts. Chaque année, un grand jazzman américain est invité (Bruno Tomasso, Sonny Rollins...).

## Personnalités liées à la commune

### Personnalités nées à Barga
- Pietro degli Angeli (1517-1596), poète et humaniste
- Lorenzo Baldisseri (1940-), cardinal
- Nadia Centoni (1981-), joueuse de volleyball
- Gualtiero Jacopetti (1919-2011), cinéaste
- Antonio Mordini (1819-1902), homme politique

### Autres
- John Fox (1915-1944), officier de l'US Army, Medal of Honor, a été tué dans le hameau de Sommocolonia pendant la 2e guerre mondiale.